# Eroe Elimo
L'Eroe Elimo è una statua bronzea post-moderna, realizzata dallo scultore polacco Igor Mitoraj nel 2007 per la città di Palermo.
La scultura, di ispirazione greca, mostra il corpo incompleto (mancano gli arti e la parte superiore della testa) di un soldato Elimo, popolazione che sarebbe approdata in Sicilia nel 1183 a.C. dopo la distruzione di Troia. Davanti al corpo è posto uno scudo con al centro una testa di Gorgone.